# エレナ・グリンスカヤ
エレナ・ヴァシーリエヴナ・グリンスカヤ（ロシア語: Еле́на Васи́льевна Гли́нская, 1510年頃 - 1538年4月13日(O.S.4月4日)）は、モスクワ大公ヴァシーリー3世の2番目の妃。1533年から1538年までモスクワ大公国の摂政を務めた。

## 生涯
エレナはリトアニア大公国の大貴族ヴァシーリー・リヴォーヴィチ・グリンスキー公爵とその妻のセルビア王女アンナの娘として生まれた。エレナの伯父ミハイル・グリンスキー公爵が傑出した政治家だったおかげで、グリンスキー家は有力貴族の仲間入りをしていた。同家は14世紀のジョチ・ウルスの有力者ママイの子孫を自称していた。1526年、不妊の妻ソロモニヤ・サブーロヴァと離婚していたモスクワ大公ヴァシーリー3世は、年代記の述べるところでは「彼女の容貌の美しさと年齢の若さに惹かれて」エレナを妻に選んだ。ロシア正教会はヴァシーリー3世の離婚にも再婚にも猛反対した。
エレナはヴァシーリー3世とのあいだに2人の息子をもうけた。モスクワ大公、そしてロシア最初のツァーリとなる長男のイヴァン4世（1530年 - 1584年）と、聴覚に障害があり、後にウグリチ公となる次男のユーリー（1532年 - 1563年）である。エレナはフィンランドからサーミ人の魔女を何人か呼び寄せ、彼女たちの魔術の力で妊娠したと、後に噂された。
ヴァシーリー3世は1533年に亡くなる時、長男のイヴァンが成人して国家を統治できる年齢になるまで、国家統治をイヴァンの後見役に指名した何人かの貴族たちに任せることにしたが、エレナは夫の死後間もなく権力を後見役から奪取し、事実上の摂政に納まった。エレナは夫の2人の弟、ドミトロフ公ユーリーとスターリツァ公アンドレイと対立し、2人をそれぞれ1534年と1537年に失脚させた。エレナが若くハンサムな寵臣イヴァン・オフチーニン＝テーレプニェフ＝オボレンスキー公、そしてモスクワ府主教ダニイルを重用することが、エレナの摂政政府内に亀裂を生んだ。エレナの叔父のミハイル・グリンスキーはオフチーニン公を排除するよう諫言して、エレナに処刑された。
エレナは貨幣改革を断行し、これによってモスクワ国家は共通の貨幣を使うようになった。対外政策では、エレナは1536年にリトアニアとの和平条約に調印し、スウェーデンとの中立的な関係を保つことにも成功した。エレナはモスクワの周囲に新たな防壁を築き、リトアニアからの移民を奨励した。エレナは1538年に30歳を迎えるまでもなく、かなり若くして亡くなった。一部の歴史家はエレナが、その死後に政権を奪取したシュイスキー家の人々に毒殺されたと信じている。